# Mohamed El Mourabit
Mohamed El Mourabit (en arabe : محمد المرابط), né le 11 septembre 1998 au Maroc, est un footballeur international marocain qui évolue au poste de milieu de terrain au RS Berkane.

## Biographie

### Carrière en club
Mohamed El Mourabit commence sa carrière professionnelle dans la saison 2015/2016, après avoir eu la confiance de l'entraîneur de l'Olympique de Safi à l'époque Aziz El Amri. En Juillet 2020, le joueur signe pour Chabab Mohammedia,.
Le 31 janvier 2022, Mohamed El Mourabit signe un contrat de prêt jusqu'à la fin de la saison 2021-2022 avec le Raja Club Athletic.

### Carrière internationale
Mohamed était tout au long de sa carrière en U13, U15 et U17, régulièrement appelé en équipe nationale. En 2017, il fait ses débuts en équipe nationale olympique.
Le 18 août 2019, il est présélectionné par Patrice Beaumelle avec le Maroc olympique pour une double confrontation contre l'équipe du Mali olympique comptant pour les qualifications à la Coupe d'Afrique des moins de 23 ans.
Depuis 2019, El Mourabit fait également partie des joueurs de l'équipe nationale locale dirigée par Jamal Sellami.

## Palmarès

### En club
Olympique de Safi
- Coupe du Trône (1) :
  - Vice-champion : 2015-16.

 Raja Club Athletic
- Championnat du Maroc
  - Vice-champion en 2021-22.